# José Luis Benejam Saura
José Luis Benejam Saura (Alaior), és un polític i comunicador de Menorca, batle d'Alaior des de 2019.
Amb anterioritat a la seva carrera política, Benejam havia desenvolupat diverses funcions en mitjans de comunicació radiofònics a Menorca i a la peninsula, ostentant la Direcció General de Libertad FM i presentant diversos programes d´estil "magazine".
l´Any 2019 es presentava com a cap de llista a les eleccions Municipals per el Partit Popular al municipi d´Alaior, eleccions que va guanyar amb majoria absoluta, essent escollit alcalde.
Tornaria a presentar-se a les eleccions municipals de 2023, que també va guanyar per majoría absoluta, accedint al càrrec el 17 de juny de 2023.